# Dypsis decaryi
Dypsis decaryi là loài thực vật có hoa thuộc họ Arecaceae. Loài này được (Jum.) Beentje & J.Dransf. mô tả khoa học đầu tiên năm 1995.

## Hình ảnh

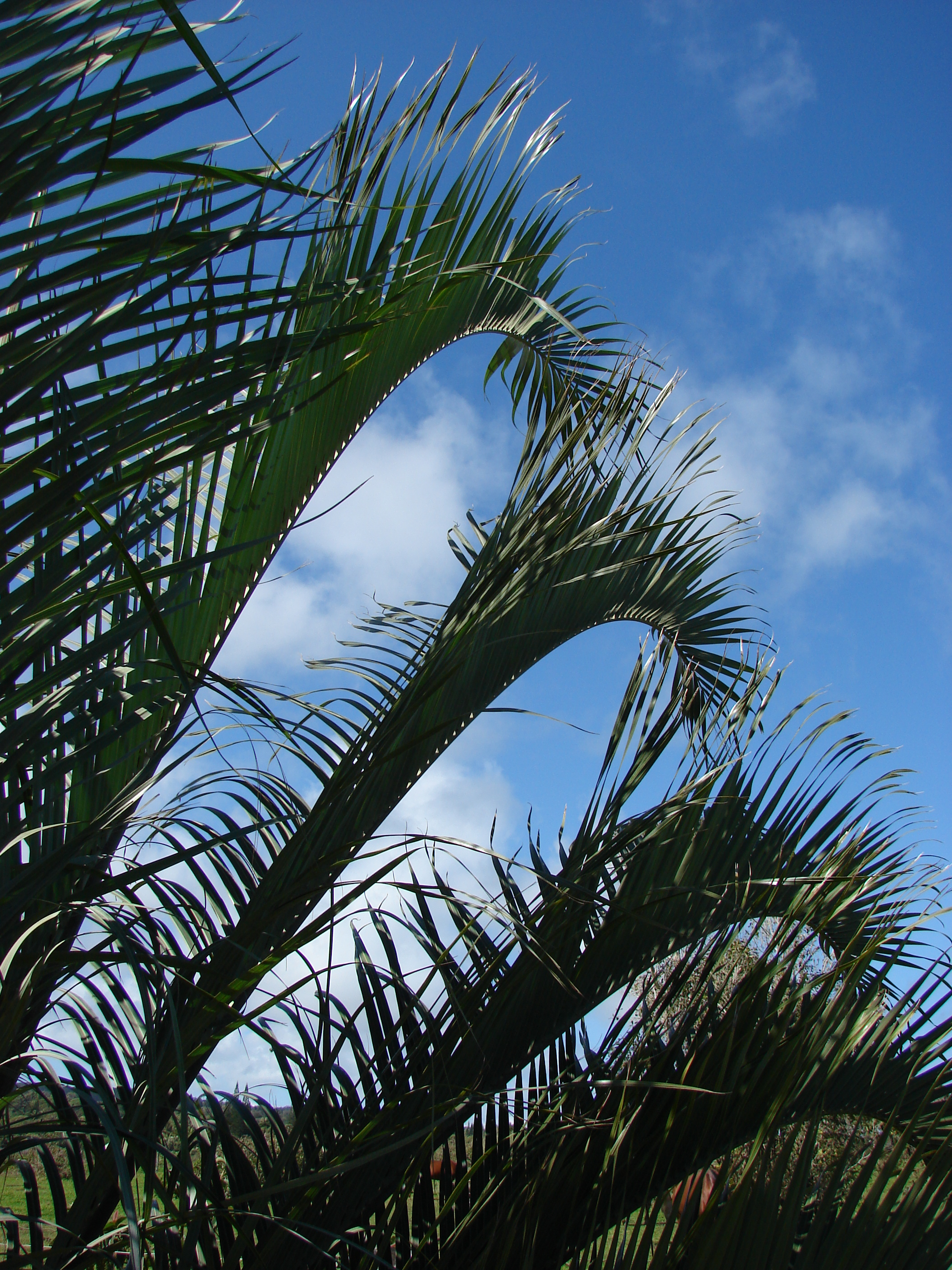
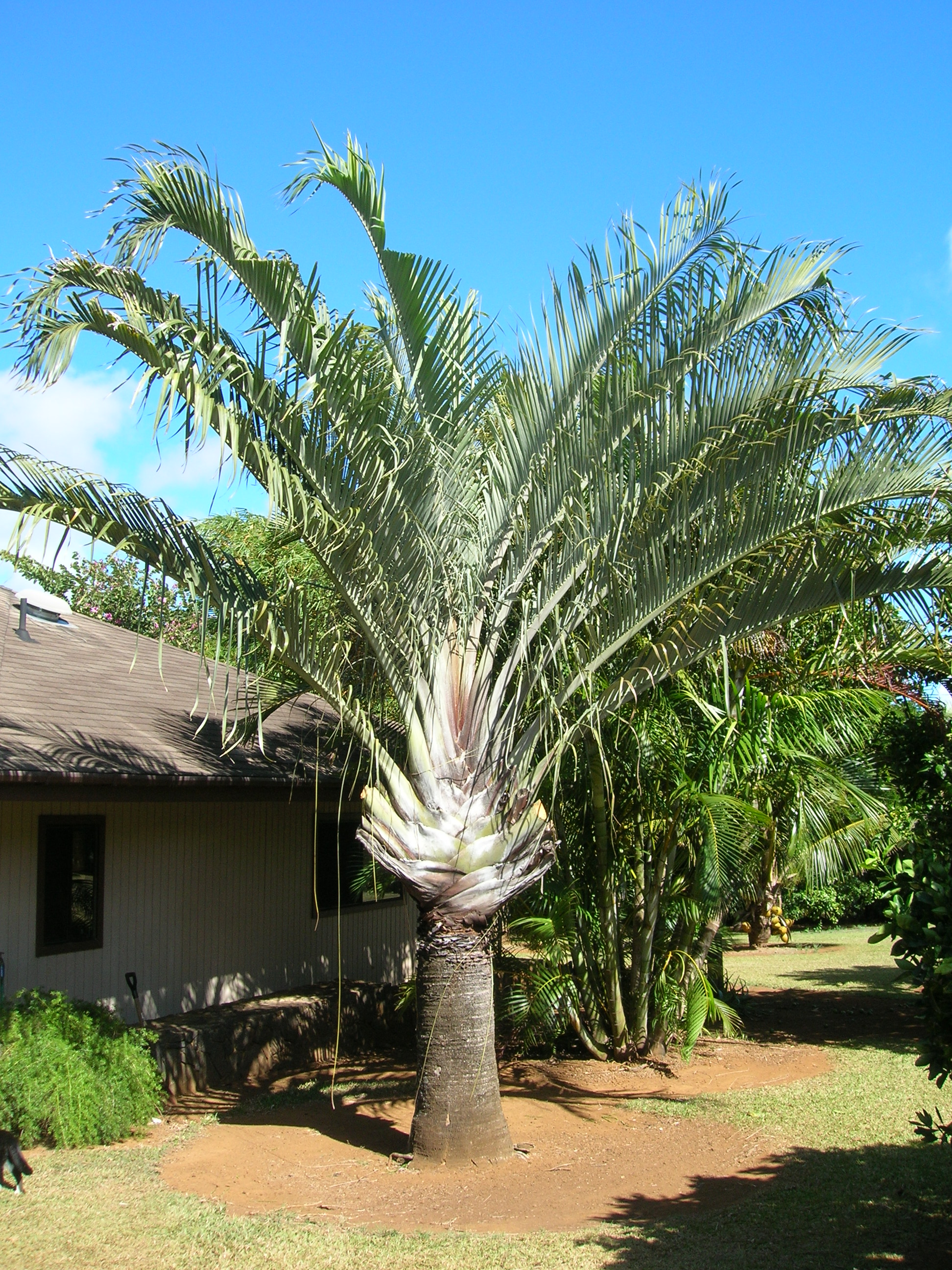
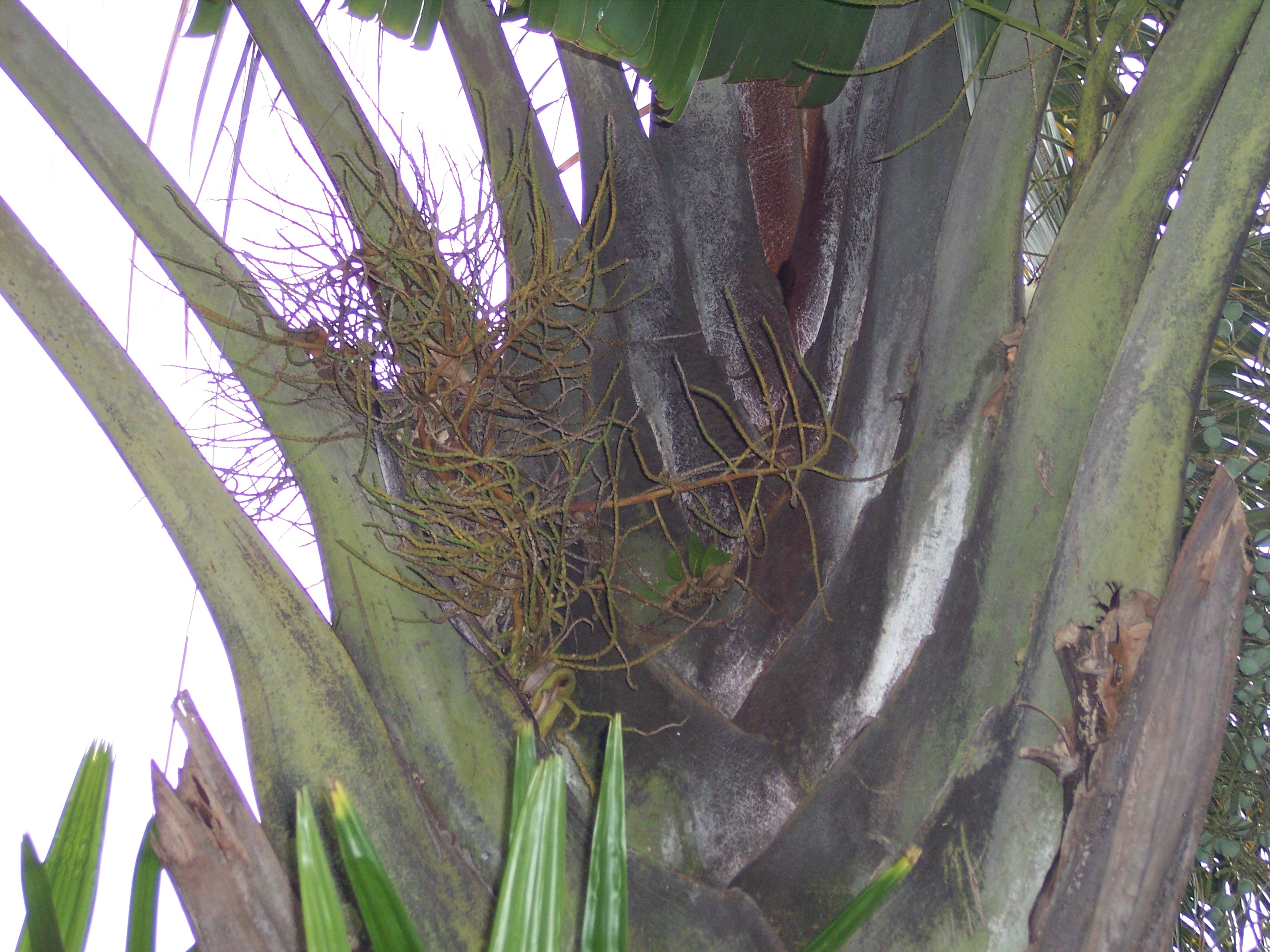
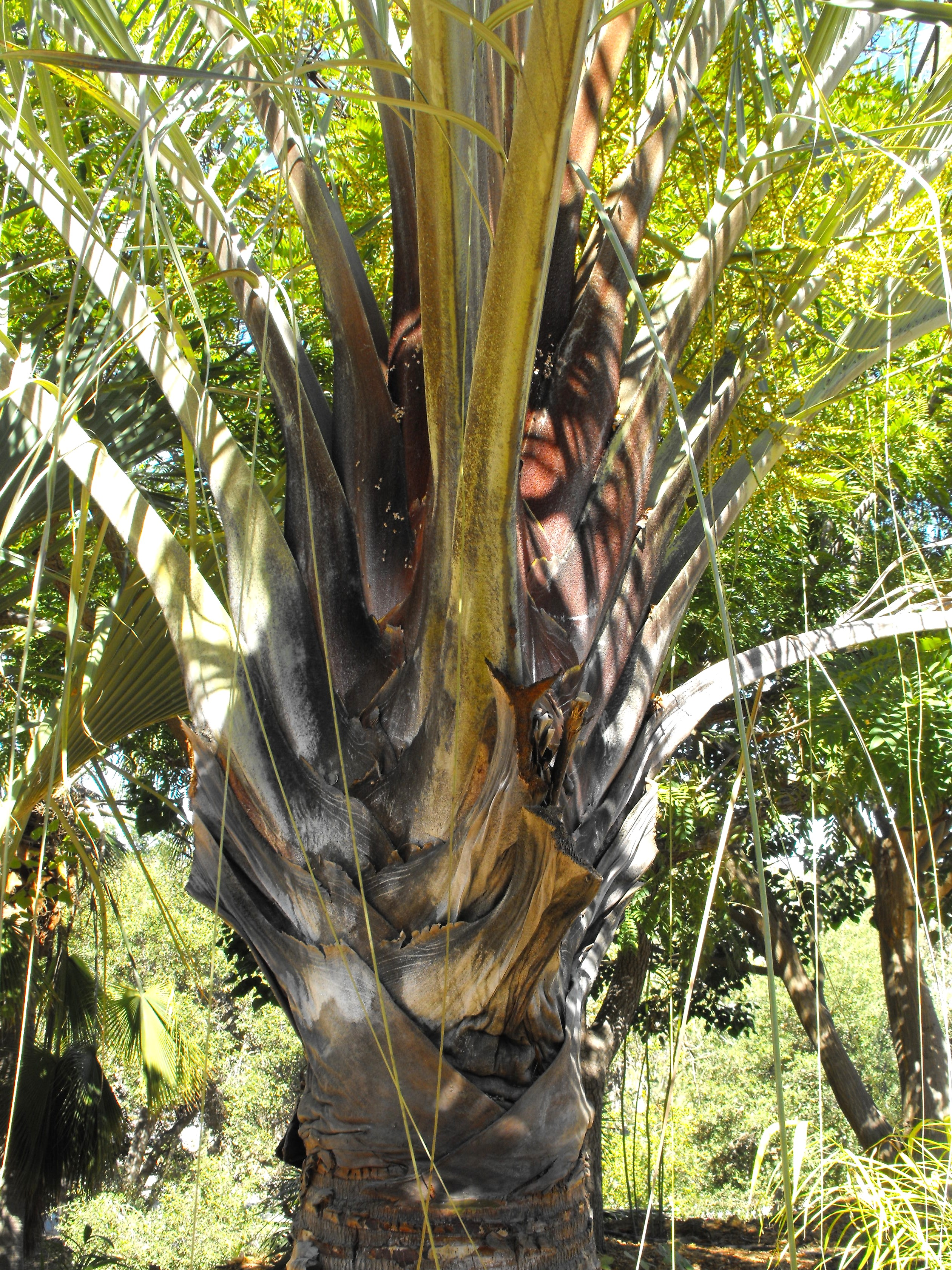
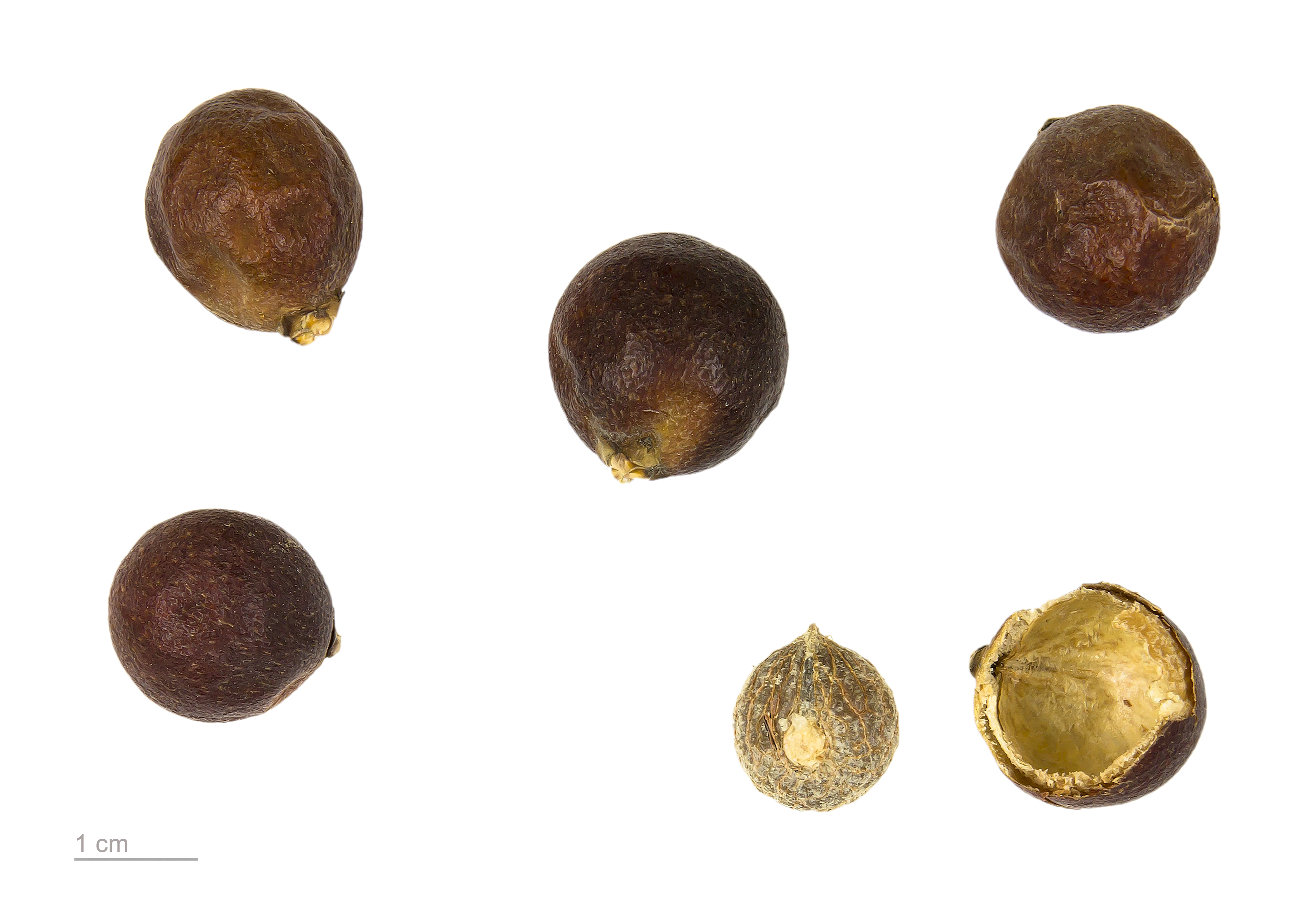
Dypsis decaryi - Museum specimen
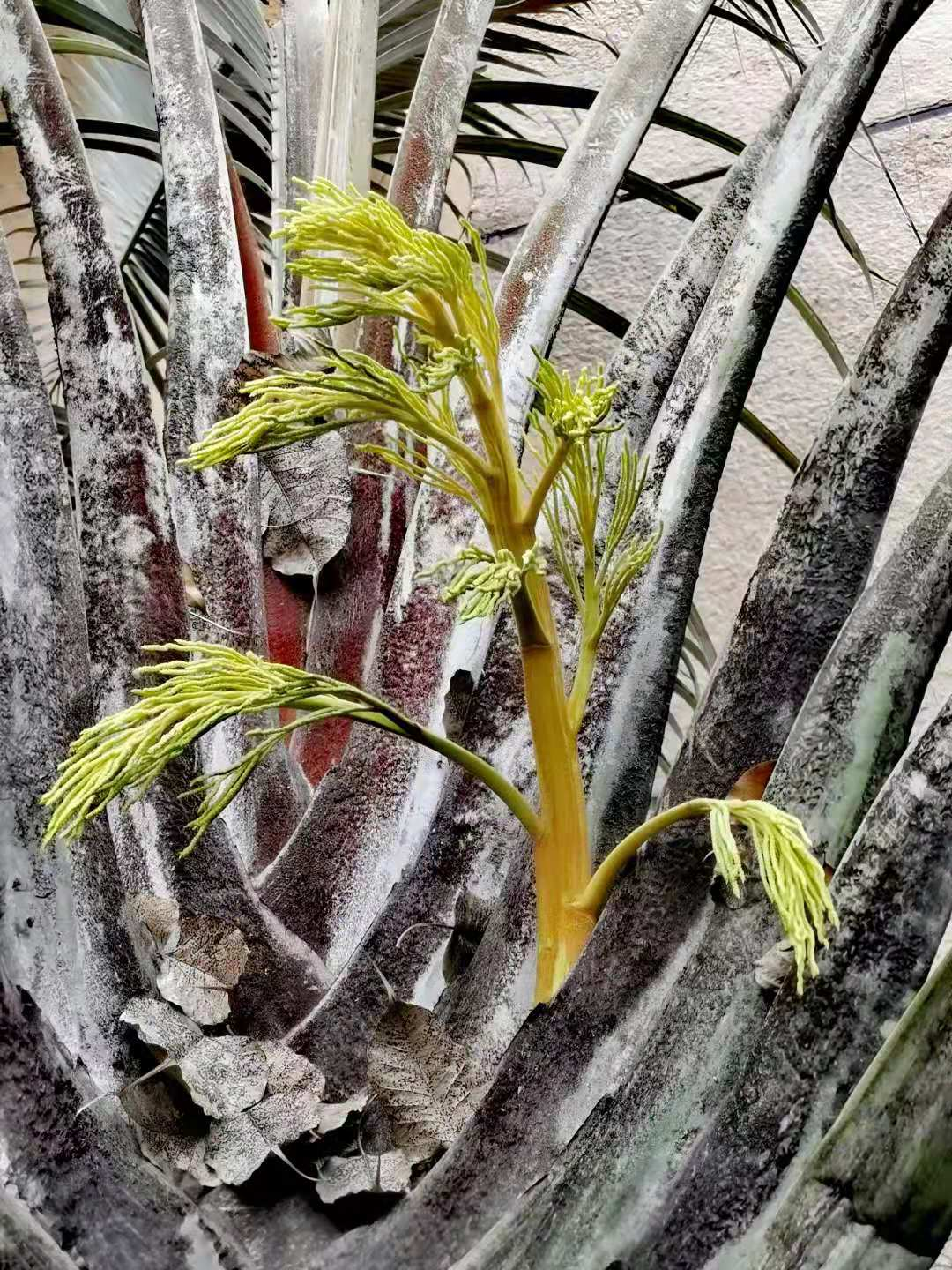